# Elliot Clawson
Elliott J. Clawson (19. januar 1883 – 21. juli 1942) var en amerikansk manuskriptforfatter. Han skrev 81 film mellem 1913 og 1929.
Han blev født i Salt Lake City, Utah og døde i Vista, Californien 59 år gammel. Ved den anden oscaruddeling var han nomineret til 4 oscars i kategorien bedste filmatisering.